# هاتف قمر اصطناعي
هاتف قمر اصطناعي (بالإنجليزية: Satellite phone)‏ هو نوع من أنواع الهواتف النقالة والتي ترتبط بالساتلات الفضائية بدلا من محطات الشبكات الأرضية. ويمكن أن تغطي شبكة الهاتف الفضائي الكرة الأرضية بأكملها أو أجزاء منها حسب نوع الخدمة.

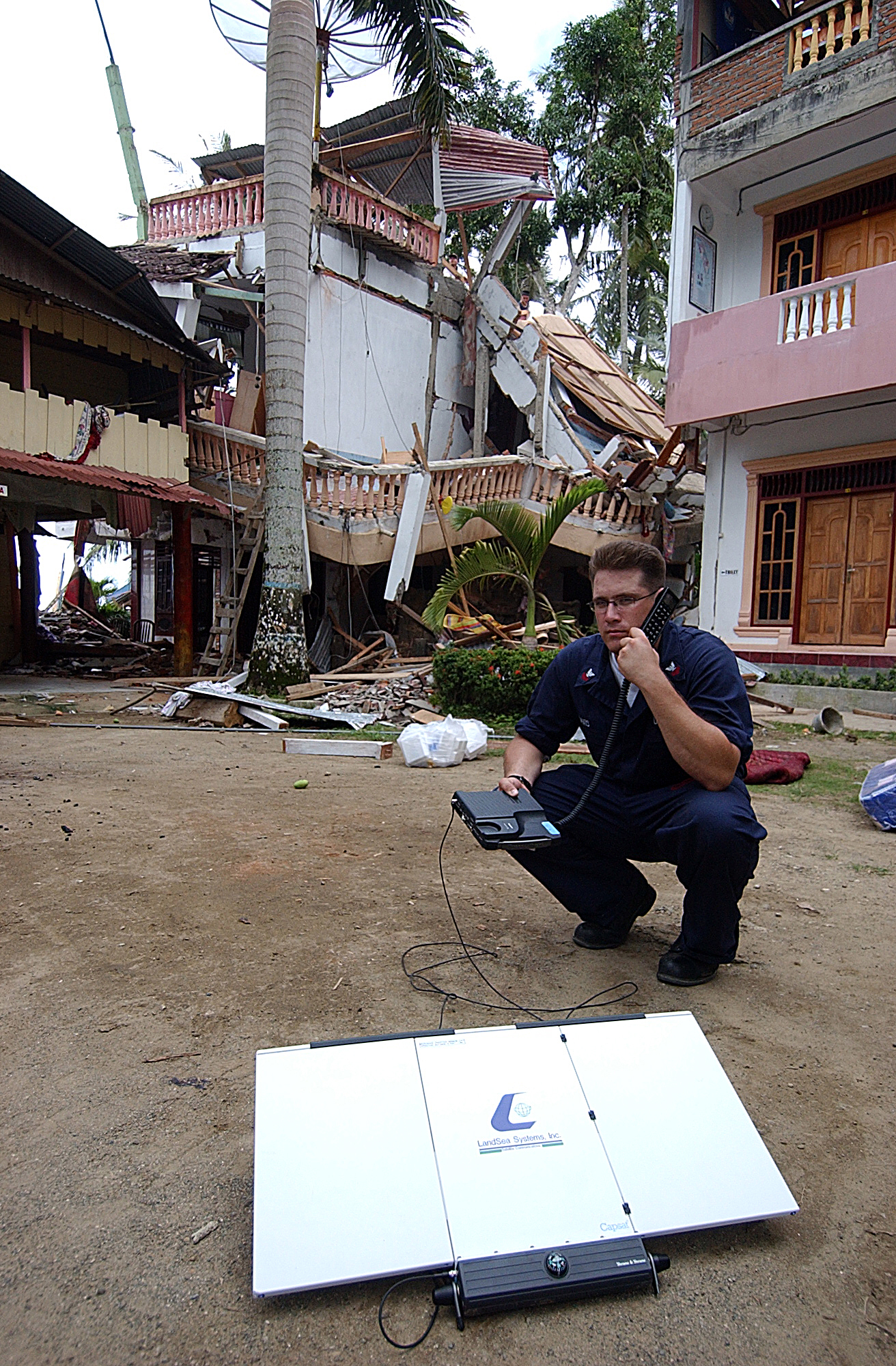
هاتف فضائي (إنمارسات)

## تكلفة الهاتف الفضائي
تتراوح تكلفة إجراء مكالمات صوتية من هاتف يعمل عبر الأقمار الاصطناعية من حوالي 0.15 دولار إلى 2 دولار في الدقيقة، في حين أن الاتصال بهم من الهواتف الأرضية والهواتف المحمولة العادية أغلى. يمكن أن تكون تكاليف إرسال البيانات (خاصة بيانات النطاق العريض) أعلى بكثير. تتراوح الأسعار من الهواتف الأرضية والهواتف المحمولة من 3 دولارات إلى 14 دولارًا في الدقيقة مع كون إيريديوم والثريا وانمارسات من بين أكثر شبكات الاتصال تكلفة. لا يدفع مستقبِل المكالمة شيئًا، ما لم يتم استدعائها عبر خدمة شحن عكسية خاصة.
غالبًا ما يكون إجراء مكالمات بين شبكات هواتف ساتلية مختلفة باهظًا، حيث تصل أسعار المكالمات إلى 15 دولارًا في الدقيقة.
تتراوح المكالمات من هواتف الأقمار الاصطناعية إلى الهواتف الأرضية عادة ما بين 0.80 إلى 1.50 دولار في الدقيقة ما لم يتم استخدام العروض الخاصة. عادةً ما تكون هذه العروض الترويجية مرتبطة بمنطقة جغرافية معينة تكون فيها حركة المرور منخفضة.
معظم شبكات الهاتف الساتلي لديها خطط مسبقة الدفع، مع قسائم تتراوح بين 100 دولار إلى 5000 دولار.

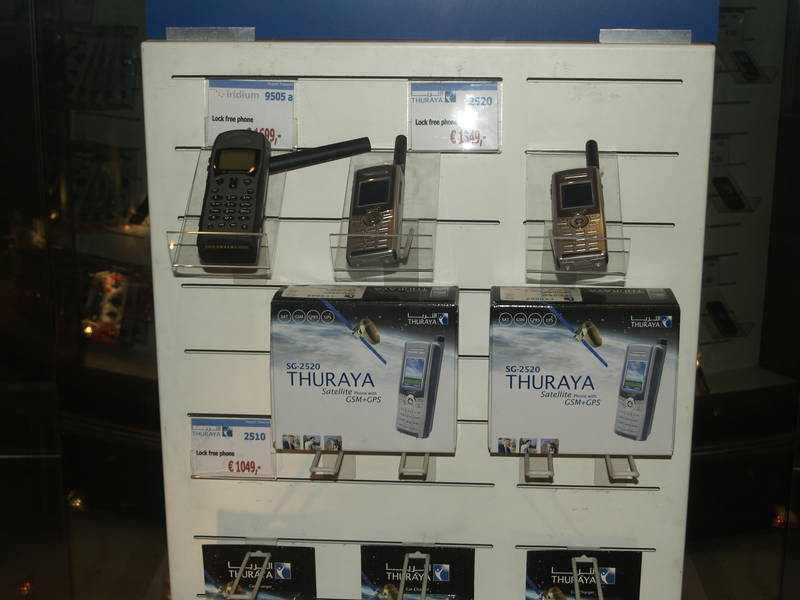
هاتف فضائي معروض